# Lista monumentelor istorice din județul Dâmbovița - B

Simbol utilizat pentru monumentele istorice

Lista monumentelor istorice din județul Dâmbovița - B cuprinde monumentele istorice înscrise în Patrimoniul cultural național al României și aflate în localități din județul Dâmbovița al căror nume începe cu litera B. 
Lista completă este menținută și actualizată periodic de către Ministerul Culturii, Cultelor și Patrimoniului Național din România, prin intermediul Institutului Național al Patrimoniului, ultima versiune datând din 2015. Această listă cuprinde și actualizările ulterioare, realizate prin ordin al ministrului culturii.
Puteți căuta un monument din județul Dâmbovița folosind formularul de mai jos sau puteți naviga prin toate monumentele din județ la lista monumentelor istorice din județul Dâmbovița.
| Cod LMI                                           | Denumire                                                                             | Localitate                             | Localizare | Datare, Creatori                                 | Imagine               | Erori             |
| ------------------------------------------------- | ------------------------------------------------------------------------------------ | -------------------------------------- | --- | ------------------------------------------------ | --------------------- | ----------------- |
| DB-I-s-B-16958                                    | Situl arheologic de la Băleni-Români, punct „Băcani”                                 | sat Băleni-Români; comuna Băleni       | „Băcani”, la N de sat, pe terasa înaltă a Ialomiței, pe malul heleșteului, spre N |                                                  | Încarcă foto \| video | Raportează eroare |
| DB-I-m-B-16958.01 (RAN: 66214.02.01, 66214.02.02) | Așezare                                                                              | sat Băleni-Români; comuna Băleni       | „Băcani”, la N de sat, pe terasa înaltă a Ialomiței, pe malul heleșteului, spre N | Hallstatt, Cultura Basarabi                      | Încarcă foto \| video | Raportează eroare |
| DB-I-m-B-16958.02                                 | Așezare                                                                              | sat Băleni-Români; comuna Băleni       | „Băcani”, la N de sat, pe terasa înaltă a Ialomiței, pe malul heleșteului, spre N | Epoca bronzului timpuriu, Cultura Glina          | Încarcă foto \| video | Raportează eroare |
| DB-I-s-B-16959 (RAN: 66205.02)                    | Așezarea fortificată de la „Băleni-Români”                                           | sat Băleni-Români; comuna Băleni       | „Cetatea Tătarilor”, la 3 km E de sat, pe un bot de deal din Pădurea Neagră 44.825°N 25.699°E                                                                                                 | Latène, Cultura geto-dacică                      | Încarcă foto \| video | Raportează eroare |
| DB-I-s-B-16960 (RAN: 66205.03)                    | Situl arheologic de la Băleni-Români, punct „Islaz”                                  | sat Băleni-Români; comuna Băleni       | „Islaz”, între terasa înaltă a Ialomiței și DJ711, la ieșirea dinspre SE din localitate |                                                  | Încarcă foto \| video | Raportează eroare |
| DB-I-m-B-16960.01                                 | Așezare                                                                              | sat Băleni-Români; comuna Băleni       | „Islaz”, între terasa înaltă a Ialomiței și DJ711, la ieșirea dinspre SE din localitate | sec. IV, Epoca migrațiilor                       | Încarcă foto \| video | Raportează eroare |
| DB-I-m-B-16960.02                                 | Așezare                                                                              | sat Băleni-Români; comuna Băleni       | „Islaz”, între terasa înaltă a Ialomiței și DJ711, la ieșirea dinspre SE din localitate | Epoca bronzului                                  | Încarcă foto \| video | Raportează eroare |
| DB-I-s-A-16961 (RAN: 66205.04)                    | Situl arheologic de la Băleni-Români, punct „La Plantație”                           | sat Băleni-Români; comuna Băleni       | „La plantație”, pe malul drept al Ialomiței, la NE de sat |                                                  | Încarcă foto \| video | Raportează eroare |
| DB-I-m-A-16961.01 (RAN: 66205.04.06)              | Așezare                                                                              | sat Băleni-Români; comuna Băleni       | „La plantație”, pe malul drept al Ialomiței, la NE de sat | sec. XIV - XVII, Epoca medievală                 | Încarcă foto \| video | Raportează eroare |
| DB-I-m-A-16961.02 (RAN: 66205.04.05)              | Așezare                                                                              | sat Băleni-Români; comuna Băleni       | „La plantație”, pe malul drept al Ialomiței, la NE de sat | sec. VIII - IX, Epoca medievală timpurie         | Încarcă foto \| video | Raportează eroare |
| DB-I-m-A-16961.03 (RAN: 66205.04.03)              | Așezare                                                                              | sat Băleni-Români; comuna Băleni       | „La plantație”, pe malul drept al Ialomiței, la NE de sat | sec. V - VI, Epoca migrațiilor                   | Încarcă foto \| video | Raportează eroare |
| DB-I-m-A-16961.04 (RAN: 66205.04.02)              | Așezare                                                                              | sat Băleni-Români; comuna Băleni       | „La plantație”, pe malul drept al Ialomiței, la NE de sat | Hallstatt                                        | Încarcă foto \| video | Raportează eroare |
| DB-I-m-A-16961.05 (RAN: 66205.04.01)              | Așezare                                                                              | sat Băleni-Români; comuna Băleni       | „La plantație”, pe malul drept al Ialomiței, la NE de sat | Epoca bronzului, Cultura Tei                     | Încarcă foto \| video | Raportează eroare |
| DB-I-s-B-16962 (RAN: 66214.01)                    | Așezare                                                                              | sat Băleni-Sârbi; comuna Băleni        | „Grajdurile CAP”, la NE de localitate și la S de DJ Târgoviște - Bujoreanca | sec. II - I a. Chr., Latène, Cultura geto-dacică | Încarcă foto \| video | Raportează eroare |
| DB-I-s-B-16963 (RAN: 66786.01)                    | Situl arheologic de la Bălteni, punct „Izvorul Ilfovețului”                          | sat Bălteni; comuna Conțești           | „Izvorul Ilfovețului”, la 1 km N de sat, pe malul drept al Ilfovețului |                                                  | Încarcă foto \| video | Raportează eroare |
| DB-I-m-B-16963.01 (RAN: 66786.01.03)              | Așezare                                                                              | sat Bălteni; comuna Conțești           | „Izvorul Ilfovețului”, la 1 km N de localitate, pe malul drept al pârâului Ilfovăț | sec. IV, Epoca daco-romană                       | Încarcă foto \| video | Raportează eroare |
| DB-I-m-B-16963.02 (RAN: 66786.01.02)              | Așezare                                                                              | sat Bălteni; comuna Conțești           | „Izvorul Ilfovețului”, la 1 km N de localitate, pe malul drept al pârâului Ilfovăț | Latène, Cultura geto-dacică                      | Încarcă foto \| video | Raportează eroare |
| DB-I-m-B-16963.03 (RAN: 66786.01.01)              | Așezare                                                                              | sat Bălteni; comuna Conțești           | „Izvorul Ilfovețului”, la 1 km N de localitate, pe malul drept al pârâului Ilfovăț | Epoca bronzului                                  | Încarcă foto \| video | Raportează eroare |
| DB-I-s-B-16964 (RAN: 66786.02)                    | Situl arheologic de la Bălteni, punct „La Biserică”                                  | sat Bălteni; comuna Conțești           | „Biserică”, la E de sat, la 1 km S de canalul din Dâmbovița - Ilfov |                                                  | Încarcă foto \| video | Raportează eroare |
| DB-I-m-B-16964.01 (RAN: 66786.02.02)              | Așezare                                                                              | sat Bălteni; comuna Conțești           | „Biserică”, la E de sat, la 1 km S de canalul din Dâmbovița - Ilfov | sec. IV, Epoca daco-romană                       | Încarcă foto \| video | Raportează eroare |
| DB-I-m-B-16964.02 (RAN: 66786.02.01)              | Așezare                                                                              | sat Bălteni; comuna Conțești           | „Biserică”, la E de sat, la 1 km S de canalul din Dâmbovița - Ilfov | Epoca bronzului                                  | Încarcă foto \| video | Raportează eroare |
| DB-I-s-B-16965 (RAN: 66875.01)                    | Așezare                                                                              | sat Bărăceni; comuna Corbii Mari       | „Islaz”, pe terasa înaltă dreaptă a Neajlovului, lângă DC Bărăceni-Moara din Groapă, la 0,5 km SV de localitate                                                                               | sec. III - IV p. Chr., Epoca daco-romană         | Încarcă foto \| video | Raportează eroare |
| DB-I-s-B-16966 (RAN: 66250.01)                    | Situl arheologic de la Bărbulețu, punct „Grui”                                       | sat Bărbulețu; comuna Bărbulețu        | „Grui”, la NV de biserică, pe platoul cu același nume |                                                  | Încarcă foto \| video | Raportează eroare |
| DB-I-m-B-16966.01 (RAN: 66250.01.01)              | Așezare                                                                              | sat Bărbulețu; comuna Bărbulețu        | „Grui”, la NV de biserică, pe platoul cu același nume | sec. XIV - XVIII, Epoca medievală                | Încarcă foto \| video | Raportează eroare |
| DB-I-m-B-16966.02 (RAN: 66250.01.02)              | Necropolă                                                                            | sat Bărbulețu; comuna Bărbulețu        | „Grui”, la NV de biserică, pe platoul cu același nume | sec. XIV - XVIII, Epoca medievală                | Încarcă foto \| video | Raportează eroare |
| DB-I-s-B-16967 (RAN: 66161.01)                    | Tumuli grupați(3)                                                                    | sat Braniștea; comuna Braniștea        | „Movila”, la V de sat, pe ambele părți ale drumului Braniștea-Dâmbovicioara | Preistorie                                       | Încarcă foto \| video | Raportează eroare |
| DB-I-s-B-16968 (RAN: 69278.01)                    | Așezare                                                                              | sat Brăteștii de Jos; comuna Văcărești | „Biserică”, în cătunul Bărbulești, la S de biserică, pe stânga pârâului Gârlița | sec. IV p. Chr., Epoca daco-romană               | Încarcă foto \| video | Raportează eroare |
| DB-I-s-B-16969 (RAN: 69278.02)                    | Așezare                                                                              | sat Brăteștii de Jos; comuna Văcărești | „IAS”, în cătunul Bărbulești, pe dreapta pârâului Gârlița | sec. IV p. Chr., Epoca daco-romană               | Încarcă foto \| video | Raportează eroare |
| DB-I-s-B-16970 (RAN: 69278.03)                    | Așezare                                                                              | sat Brăteștii de Jos; comuna Văcărești | „Izvorul Ibalaca”, la 0,5 km V de cătunul Bărbulești, pe dreapta pârâului Gârlița | Epoca bronzului                                  | Încarcă foto \| video | Raportează eroare |
| DB-I-s-B-16971 (RAN: 69278.04)                    | Situl arheologic de la Brăteștii de Jos, punct „Delnița”                             | sat Brăteștii de Jos; comuna Văcărești | „Delnița”, la 0,25 km V de halta Cazaci, pe ambele maluri ale pârâului Gârlița, până la hotarul cu comuna Nucet (Cazaci)                                                                      |                                                  | Încarcă foto \| video | Raportează eroare |
| DB-I-m-B-16971.01 (RAN: 69278.04.03)              | Așezare                                                                              | sat Brăteștii de Jos; comuna Văcărești | „Delnița”, la 0,25 km V de halta Cazaci, pe ambele maluri ale pârâului Gârlița, până la hotarul cu comuna Nucet (Cazaci)                                                                      | sec. XV - XVIII, Epoca medievală                 | Încarcă foto \| video | Raportează eroare |
| DB-I-m-B-16971.02 (RAN: 69278.04.02)              | Ruine                                                                                | sat Brăteștii de Jos; comuna Văcărești | „Delnița”, la 0,25 km V de halta Cazaci, pe ambele maluri ale pârâului Gârlița, până la hotarul cu comuna Nucet (Cazaci)                                                                      | sec. XV - XVIII, Epoca medievală                 | Încarcă foto \| video | Raportează eroare |
| DB-I-m-B-16971.03 (RAN: 69278.04.01)              | Așezare                                                                              | sat Brăteștii de Jos; comuna Văcărești | „Delnița”, la 0,25 km V de halta Cazaci, pe ambele maluri ale pârâului Gârlița, până la hotarul cu comuna Nucet (Cazaci)                                                                      | sec. IV, Epoca daco-romană                       | Încarcă foto \| video | Raportează eroare |
| DB-I-s-A-16972 (RAN: 68360.01)                    | Situl arheologic de la Brâncoveanu, punct „Voineasa”                                 | sat Brâncoveanu; comuna Odobești       | „Voineasa”, la V de sat, pe terasa pârâului Răstoaca |                                                  | Încarcă foto \| video | Raportează eroare |
| DB-I-m-A-16972.01                                 | Siliște                                                                              | sat Brâncoveanu; comuna Odobești       | „Voineasa”, la V de sat, pe terasa pârâului Răstoaca | sec. XV - XIX, Epoca medievală                   | Încarcă foto \| video | Raportează eroare |
| DB-I-m-A-16972.02                                 | Cimitir                                                                              | sat Brâncoveanu; comuna Odobești       | „Voineasa”, la V de sat, pe terasa pârâului Răstoaca | sec. XV - XIX, Epoca medievală                   | Încarcă foto \| video | Raportează eroare |
| DB-I-m-A-16972.03                                 | Așezare                                                                              | sat Brâncoveanu; comuna Odobești       | „Voineasa”, la V de sat, pe terasa pârâului Răstoaca | sec. II - I a. Chr., Latène, Cultura geto-dacică | Încarcă foto \| video | Raportează eroare |
| DB-I-m-A-16972.04                                 | Așezare                                                                              | sat Brâncoveanu; comuna Odobești       | „Voineasa”, la V de sat, pe terasa pârâului Răstoaca | Epoca bronzului, Cultura Tei                     | Încarcă foto \| video | Raportează eroare |
| DB-I-m-A-16972.05 (RAN: 68360.01.01)              | Așezare                                                                              | sat Brâncoveanu; comuna Odobești       | „Voineasa”, la V de sat, pe terasa pârâului Răstoaca | Epoca bronzului timpuriu, Cultura Glina          | Încarcă foto \| video | Raportează eroare |
| DB-I-s-B-16973 (RAN: 68547.01)                    | Tumul                                                                                | sat Broșteni; comuna Produlești        | „Măgura”, la 2 km ENE de capătul de N al localității și la 1,5 km V de calea ferată Târgoviște-Titu                                                                                           |                                                  | Încarcă foto \| video | Raportează eroare |
| DB-I-s-B-16974 (RAN: 68547.02)                    | Tumul                                                                                | sat Broșteni; comuna Produlești        | „Movila”, la E de localitate și la 1 km N de biserică, pe malul drept al pârâului Spălătura                                                                                                   |                                                  | Încarcă foto \| video | Raportează eroare |
| DB-I-s-B-16975 (RAN: 69358.01)                    | Siliștea satului Mălinești                                                           | sat Broșteni; comuna Vișina            | La 0,5 km la NV de localitate, pe terasa înaltă dreaptă a Neajlovului inferior spre V, la E de pădurea Mălineasa                                                                              | sec. XV - XVII, Epoca medievală                  | Încarcă foto \| video | Raportează eroare |
| DB-I-s-B-16976 (RAN: 69358.02)                    | Situl arheologic de la Broșteni, punct „Dealul Tătarilor”                            | sat Broșteni; comuna Vișina            | „Dealul Tătarilor”, la 1,5 km NV de sat, pe marginea terasei drepte a Neajlovului |                                                  | Încarcă foto \| video | Raportează eroare |
| DB-I-m-B-16976.01 (RAN: 69358.02.02)              | Așezare                                                                              | sat Broșteni; comuna Vișina            | „Dealul Tătarilor”, la 1,5 km NV de localitate, pe marginea terasei drepte a Neajlovului | sec. IX - XI, Epoca medievală timpurie           | Încarcă foto \| video | Raportează eroare |
| DB-I-m-B-16976.02 (RAN: 69358.02.01)              | Așezare                                                                              | sat Broșteni; comuna Vișina            | „Dealul Tătarilor”, la 1,5 km NV de localitate, pe marginea terasei drepte a Neajlovului | Epoca bronzului                                  | Încarcă foto \| video | Raportează eroare |
| DB-I-s-B-16977 (RAN: 69358.03)                    | Situl arheologic de la Broșteni, punct „La moara părăsită”                           | sat Broșteni; comuna Vișina            | „La moara părăsită”, pe terasa înaltă dreaptă a Neajlovului, la 1 km SV de sat, la limita cu comuna Uliești                                                                                   |                                                  | Încarcă foto \| video | Raportează eroare |
| DB-I-m-B-16977.01 (RAN: 69358.03.02)              | Așezare                                                                              | sat Broșteni; comuna Vișina            | „La moara părăsită”, pe terasa înaltă dreaptă a Neajlovului, la 1 km SV de localitate, la limita cu comuna Uliești                                                                            | sec. XVII - XVIII, Epoca medievală târzie        | Încarcă foto \| video | Raportează eroare |
| DB-I-m-B-16977.02 (RAN: 69358.03.01)              | Așezare                                                                              | sat Broșteni; comuna Vișina            | „La moara părăsită”, pe terasa înaltă dreaptă a Neajlovului, la 1 km SV de localitate, la limita cu comuna Uliești                                                                            | Epoca bronzului, Cultura Tei                     | Încarcă foto \| video | Raportează eroare |
| DB-I-s-B-16978 (RAN: 66447.01)                    | Așezare                                                                              | sat Buciumeni; comuna Buciumeni        | „Lunca-Crucea Buciumeni”, la 500 m E depodul peste Ialomița venind din direcția Dealul Mare                                                                                                   | sec. VII-XI, Epoca medievală timpurie            | Încarcă foto \| video | Raportează eroare |
| DB-I-s-B-16979 (RAN: 66483.01)                    | Așezare                                                                              | sat Bucșani; comuna Bucșani            | Pădurea „Adânca”, la 3 km NNE de localitate, la S de pădurea Bucșani și la 0,5 km de punctul „Țipirig”                                                                                        | sec. VII, Epoca migrațiilor                      | Încarcă foto \| video | Raportează eroare |
| DB-I-s-A-16980 (RAN: 66483.02)                    | Așezare                                                                              | sat Bucșani; comuna Bucșani            | „Țipirig”, situat la 3 km NNE de localitate, la hotarul cu satul Adânca | sec. IV - VI, Epoca migrațiilor                  | Încarcă foto \| video | Raportează eroare |
| DB-I-s-B-16981 (RAN: 67032.01)                    | Așezare                                                                              | sat Bujoreanca; comuna Cornești        | „Între gârle”, la 2 km SE de localitate, laconfluența Snagovului cu pârâul Ciaur | sec. VIII - IX, Epoca medievală timpurie         | Încarcă foto \| video | Raportează eroare |
| DB-I-s-B-16982 (RAN: 67032.02)                    | Așezare                                                                              | sat Bujoreanca; comuna Cornești        | „Sere”, la 0,5 km E de localitate, pe malul drept al râului Ialomița | Latène, Cultura geto-dacică                      | Încarcă foto \| video | Raportează eroare |
| DB-I-s-B-16983 (RAN: 69287.01)                    | Situl arheologic de la Bungetu, punct „Biserică”                                     | sat Bungetu; comuna Văcărești          | „Biserică”, la S de sat, pe terasa înaltă stângă a râului Ilfov |                                                  | Încarcă foto \| video | Raportează eroare |
| DB-I-m-B-16983.01 (RAN: 69287.01.02)              | Așezare                                                                              | sat Bungetu; comuna Văcărești          | „Biserică”, la S de sat, pe terasa înaltă stângă a râului Ilfov | Epoca bronzului, aspectul Brătești               | Încarcă foto \| video | Raportează eroare |
| DB-I-m-B-16983.02 (RAN: 69287.01.01)              | Așezare                                                                              | sat Bungetu; comuna Văcărești          | „Biserică”, la S de sat, pe terasa înaltă stângă a râului Ilfov | Neolitic timpuriu, Cultura Starcevo-Criș         | Încarcă foto \| video | Raportează eroare |
| DB-I-s-B-16984 (RAN: 69287.02)                    | Așezare                                                                              | sat Bungetu; comuna Văcărești          | „Hoaga”, pe partea stângă a râului Ilfov, pe terasa înaltă și la 0,6 km SE de localitate | sec. IV, Epoca daco-romană                       | Încarcă foto \| video | Raportează eroare |
| DB-I-s-B-16985 (RAN: 69287.03)                    | Așezare                                                                              | sat Bungetu; comuna Văcărești          | „Baraj lac III”, pe terasa înaltă a râului Ilfov, la 0,5 km SE de localitate, lângă barajul dintre lacurile II și III                                                                         | Epoca bronzului timpuriu, Cultura Glina          | Încarcă foto \| video | Raportează eroare |
| DB-I-s-B-16986 (RAN: 101573.01)                   | Așezare                                                                              | sat Butimanu; comuna Butimanu          | „Biserica de lemn”, cartier Decindea | sec. III-I a. Chr., Latène, Cultura geto-dacică  | Încarcă foto \| video | Raportează eroare |
| DB-I-s-A-16987 (RAN: 101573.02)                   | Așezare                                                                              | sat Butimanu; comuna Butimanu          | „Între gârle”, la 2 km N de cartierul Linia, la confluența Snagovului cu Lunca Ciaur | sec. VIII - IX, Epoca medievală timpurie         | Încarcă foto \| video | Raportează eroare |
| DB-I-s-A-16988 (RAN: 101573.03)                   | Situl arheologic de la Butimanu, punct „Movila Motoroiu”                             | sat Butimanu; comuna Butimanu          | „Movila Motoroiu”, la 200 m N de lacul Sterianu II (cota 133,7) |                                                  | Încarcă foto \| video | Raportează eroare |
| DB-I-m-A-16988.01 (RAN: 101573.03.01)             | Așezare                                                                              | sat Butimanu; comuna Butimanu          | „Movila Motoroiu”, la 200 m N de lacul Sterianu II (cota 133,7) | Eneolitic, Cultura Gumelnița                     | Încarcă foto \| video | Raportează eroare |
| DB-I-m-A-16988.02 (RAN: 101573.03.02)             | Așezare                                                                              | sat Butimanu; comuna Butimanu          | „Movila Motoroiu”, la 200 m N de lacul Sterianu II (cota 133,7) | Neolitic mijlociu, Cultura Boian                 | Încarcă foto \| video | Raportează eroare |
| DB-I-s-B-16989 (RAN: 101573.04)                   | Vestigii                                                                             | sat Butimanu; comuna Butimanu          | „Ferma avicolă”, cartier Sterianu, pe malul lacului Sterianu | Paleolitic superior                              | Încarcă foto \| video | Raportează eroare |
| DB-II-m-B-17329 (RAN: 68734.01)                   | Biserica „Adormirea Maicii Domnului”                                                 | sat Bădeni; comuna Runcu               | Str. Bisericii 1 | 1820, rep. 1880                                  | Încarcă foto \| video | Raportează eroare |
| DB-II-m-B-17330 (RAN: 67176.01)                   | Biserica „Nașterea Maicii Domnului”, „Sf. Nicolae”                                   | sat Bădulești; comuna Crângurile       | | 1796-1806                                        | Încarcă foto \| video | Raportează eroare |
| DB-II-m-A-17332 (RAN: 67176.02)                   | Biserica de lemn „Adormirea Maicii Domnului”, „Tăierea Capului Sf. Ioan Botezătorul” | sat Bădulești; comuna Crângurile       | În cimitirul vechi | sec. XVIII                                       | Încarcă foto \| video | Raportează eroare |
| DB-II-m-B-17331                                   | Biserica „Adormirea Maicii Domnului”, „Sf. Ioan Botezătorul”                         | sat Bădulești; comuna Crângurile       | DN7 64 | 1856, ref. 1902                                  | Încarcă foto \| video | Raportează eroare |
| DB-II-a-B-17334 (RAN: 66205.06)                   | Ansamblul Curții Bălenilor (ruine)                                                   | sat Băleni-Români; comuna Băleni       | | sec. XVII - XVIII                                | Încarcă foto \| video | Raportează eroare |
| DB-II-m-B-17334.01                                | Beciurile caselor Bălenilor (ruine)                                                  | sat Băleni-Români; comuna Băleni       | | sec. XVII - XVIII                                | Încarcă foto \| video | Raportează eroare |
| DB-II-m-B-17334.02                                | Fundațiile bisericii de curte                                                        | sat Băleni-Români; comuna Băleni       | | sf. sec. XVII - înc. sec. XVIII                  | Încarcă foto \| video | Raportează eroare |
| DB-II-m-B-17334.03                                | Zid de incintă cu poartă                                                             | sat Băleni-Români; comuna Băleni       | | sec. XVII - XVIII                                | Încarcă foto \| video | Raportează eroare |
| DB-II-m-B-17338 (RAN: 66205.08)                   | Hanul Mare                                                                           | sat Băleni-Români; comuna Băleni       | | sec. XVIII                                       | Încarcă foto \| video | Raportează eroare |
| DB-II-m-B-17339 (RAN: 66205.09)                   | Biserica „Sf. Ioan Botezătorul”                                                      | sat Băleni-Români; comuna Băleni       | | înc. sec. XIX                                    | Încarcă foto \| video | Raportează eroare |
| DB-II-m-B-17340                                   | Școala                                                                               | sat Băleni-Români; comuna Băleni       | | 1906                                             | Încarcă foto \| video | Raportează eroare |
| DB-II-m-B-17342                                   | Școala                                                                               | sat Băleni-Români; comuna Băleni       | Str. Linia Mare | sf. sec. XIX-înc. sec. XX                        | Încarcă foto \| video | Raportează eroare |
| DB-II-m-B-17343                                   | Casa Stelian Saileanu                                                                | sat Băleni-Români; comuna Băleni       | Str. Linia Mică | sf. sec. XIX-înc. sec. XX                        | Încarcă foto \| video | Raportează eroare |
| DB-II-m-B-17344                                   | Casa Nițescu, azi Biblioteca Școlii generale                                         | sat Băleni-Români; comuna Băleni       | Str. Linia Mică | sec. XIX                                         | Încarcă foto \| video | Raportează eroare |
| DB-II-m-B-17345                                   | Clădirea școlii și primăriei, azi bufet                                              | sat Băleni-Sârbi; comuna Băleni        | | sec. XIX - XX                                    | Încarcă foto \| video | Raportează eroare |
| DB-II-m-B-17347                                   | Biserica „Înălțarea Domnului”, „Sf. Nicolae”                                         | sat Bălteni; comuna Conțești           | Str. Eroilor 67 | 1876, ref. 1901                                  | Încarcă foto \| video | Raportează eroare |
| DB-II-m-B-17346                                   | Conacul Olga Greceanu                                                                | sat Bălteni; comuna Conțești           | Str. Eroilor 186C 44.66537°N 25.69412°E | 1905                                             | Încarcă foto \| video | Raportează eroare |
| DB-II-m-A-17348 (RAN: 66250.03)                   | Biserica „Adormirea Maicii Domnului”                                                 | sat Bărbulețu; comuna Bărbulețu        | În centrul satului | 1662-1680                                        | Încarcă foto \| video | Raportează eroare |
| DB-II-m-B-17333 (RAN: 105552.01)                  | Biserica „Sf. Nicolae”                                                               | sat Bâldana; comuna Tărtășești         | Str. Nordului 123 | sec. XVIII, ref. 1815 și 1845                    | Încarcă foto \| video | Raportează eroare |
| DB-II-m-B-17349 (RAN: 66349.02)                   | Biserica „Sf. Ierarh Nicolae” și „Toți Sfinții”                                      | sat Bezdead; comuna Bezdead            | 1580 | 1757, transf. 1872                               | Încarcă foto \| video | Raportează eroare |
| DB-II-m-B-17350                                   | Casa Emil Sităruș                                                                    | sat Bezdead; comuna Bezdead            | 1464 | cca. 1900                                        | Încarcă foto \| video | Raportează eroare |
| DB-II-m-B-17351                                   | Casa Maria A. Pințoiu                                                                | sat Bezdead; comuna Bezdead            | 1288, în Valea Macului | mijl. sec. XIX                                   | Încarcă foto \| video | Raportează eroare |
| DB-II-m-B-17352                                   | Casa Nicolae Vlad                                                                    | sat Bezdead; comuna Bezdead            | 1044 | 1900                                             | Încarcă foto \| video | Raportează eroare |
| DB-II-m-B-17353                                   | Casa Mihai Chițu                                                                     | sat Bezdead; comuna Bezdead            | 401 | 1900                                             | Încarcă foto \| video | Raportează eroare |
| DB-II-m-B-17354                                   | Casa Gheorghe Ungureanu                                                              | sat Bezdead; comuna Bezdead            | 385, în Valea Dedii | 1900                                             | Încarcă foto \| video | Raportează eroare |
| DB-II-m-B-17355                                   | Casa Constantin Poșchină                                                             | sat Bezdead; comuna Bezdead            | 338 | 1900                                             | Încarcă foto \| video | Raportează eroare |
| DB-II-m-B-17356                                   | Casa Irimescu                                                                        | sat Bezdead; comuna Bezdead            | 288 | 1900                                             | Încarcă foto \| video | Raportează eroare |
| DB-II-a-B-17357                                   | Ansamblul rural                                                                      | sat Bezdead; comuna Bezdead            | Ambele laturi ale străzii Principale, între Biserica „Sf. Nicolae” la vest și Primăria veche și Monumentul Eroilor la est - pâna la limita posterioară a loturilor                            | sf. sec. XIX-înc. sec. XX                        | Încarcă foto \| video | Raportează eroare |
| DB-II-m-B-17359                                   | Casa Scărlătescu                                                                     | sat Bilciurești; comuna Bilciurești    | Str. Principală | sec. XIX                                         | Încarcă foto \| video | Raportează eroare |
| DB-II-m-B-17358                                   | Biserica „Adormirea Maicii Domnului”                                                 | sat Bilciurești; comuna Bilciurești    | Str. Suseni-Socetu | 1879                                             | Încarcă foto \| video | Raportează eroare |
| DB-II-m-B-17360                                   | Biserica „Sf. Nicolae”                                                               | sat Bolovani; comuna Cornățelu         | Str. Bolovăneanu Ion 279 | 1835                                             | Încarcă foto \| video | Raportează eroare |
| DB-II-m-B-17361                                   | Biserica „Sf. Nicolae”, „Adormirea Maicii Domnului”, „Sf. Voievozi”                  | sat Boteni; comuna Conțești            | Str. Bisericii 268 | 1833-1834                                        | Încarcă foto \| video | Raportează eroare |
| DB-II-a-B-17362                                   | Ansamblul rural                                                                      | sat Brănești; comuna Brănești          | Ambele laturi ale străzii Principale, de la casa Elena Dumitrescu, resp. Marin Stănculescu la N, până la Primărie, Monumentul Eroilor și PTTR la sud - pâna la limita posterioară a loturilor | sf. sec. XIX-înc. sec. XX                        | Încarcă foto \| video | Raportează eroare |
| DB-II-m-B-17368                                   | Casa Serafim Mihăilă                                                                 | sat Brănești; comuna Brănești          | Str. Grind 58 | înc. sec. XX                                     | Încarcă foto \| video | Raportează eroare |
| DB-II-m-B-17367                                   | Casa Vasile Șerbănoiu                                                                | sat Brănești; comuna Brănești          | Str. Grind 60 | sf. sec. XIX                                     | Încarcă foto \| video | Raportează eroare |
| DB-II-m-B-17369                                   | Biserica „Sf. Nicolae”                                                               | sat Brănești; comuna Brănești          | Str. Principală | 1859, transf. 1911                               | Încarcă foto \| video | Raportează eroare |
| DB-II-m-B-17370                                   | Casa Marghioala Anghelescu                                                           | sat Brănești; comuna Brănești          | Str. Principală | 1900                                             | Încarcă foto \| video | Raportează eroare |
| DB-II-m-B-17372                                   | Casa Ion Tănăsescu                                                                   | sat Brănești; comuna Brănești          | Str. Principală | cca. 1900                                        | Încarcă foto \| video | Raportează eroare |
| DB-II-m-B-17374                                   | Casa Nicolae Ciocoiu                                                                 | sat Brănești; comuna Brănești          | Str. Principală 66 | 1870-1888                                        | Încarcă foto \| video | Raportează eroare |
| DB-II-m-B-17373                                   | Casa Mișu Popescu                                                                    | sat Brănești; comuna Brănești          | Str. Principală 72 | sf. sec. XIX                                     | Încarcă foto \| video | Raportează eroare |
| DB-II-m-B-17371                                   | Casa Ion Marinescu, Stana Tâlvan                                                     | sat Brănești; comuna Brănești          | Str. Principală 112 | 1895                                             | Încarcă foto \| video | Raportează eroare |
| DB-II-m-B-17364                                   | Casa Ghiță Râmbu                                                                     | sat Brănești; comuna Brănești          | Str. Principală 270 | 1900                                             | Încarcă foto \| video | Raportează eroare |
| DB-II-m-B-20225                                   | Casa Culiță Râmbu                                                                    | sat Brănești; comuna Brănești          | Str. Principală 317 | înc. sec. XX                                     | Încarcă foto \| video | Raportează eroare |
| DB-II-m-B-17366                                   | Casa Gheorghe Bucur                                                                  | sat Brănești; comuna Brănești          | Str. Principală 323 | 1880                                             | Încarcă foto \| video | Raportează eroare |
| DB-II-m-B-17363                                   | Casa Mircea Rizescu                                                                  | sat Brănești; comuna Brănești          | Str. Principală 325 | 1930                                             | Încarcă foto \| video | Raportează eroare |
| DB-II-m-B-17376                                   | Casa Grigore Oproiu                                                                  | sat Brănești; comuna Brănești          | Str. Subcoasta Mare 14 | înc. sec. XX                                     | Încarcă foto \| video | Raportează eroare |
| DB-II-m-B-17378                                   | Casa Ilinca Bălașa                                                                   | sat Brănești; comuna Brănești          | Str. Subcoasta Mare 52 | înc. sec. XIX                                    | Încarcă foto \| video | Raportează eroare |
| DB-II-m-B-17377                                   | Casa Ion Gh. Pencea                                                                  | sat Brănești; comuna Brănești          | Str. Subcoasta Mică 76B | mijl. sec. XIX                                   | Încarcă foto \| video | Raportează eroare |
| DB-II-m-B-17375                                   | Casa Dumitru Cârstea                                                                 | sat Brănești; comuna Brănești          | Str. Șipotului 17 | sf. sec. XIX                                     | Încarcă foto \| video | Raportează eroare |
| DB-II-m-B-17379                                   | Biserica „Sf. Voievozi”                                                              | sat Brăteștii de Jos; comuna Văcărești | | 1830, rep. 1942                                  | Încarcă foto \| video | Raportează eroare |
| DB-II-m-B-17380 (RAN: 69278.05)                   | Biserica „Sf. Treime”                                                                | sat Brăteștii de Jos; comuna Văcărești | | 1810, ref. 1828                                  | Încarcă foto \| video | Raportează eroare |
| DB-II-m-B-17381                                   | Biserica „Sf. Nicolae”                                                               | sat Brâncoveanu; comuna Odobești       | Str. Principală 207 bis | 1852                                             | Încarcă foto \| video | Raportează eroare |
| DB-II-m-B-17382 (RAN: 101350.02)                  | Biserica „Adormirea Maicii Domnului”-Cruceru                                         | sat Brezoaele; comuna Brezoaele        | Str. Maici 139 | 1758-1759                                        | Încarcă foto \| video | Raportează eroare |
| DB-II-m-B-17383                                   | Biserica „Adormirea Maicii Domnului”, „Sf. Nicolae” - Cămărașu                       | sat Brezoaia; comuna Brezoaele         | Str. Principală 650 | 1846                                             | Încarcă foto \| video | Raportează eroare |
| DB-II-m-B-17384                                   | Biserica „Sf. Ioan Botezătorul”, „Sf. Tiron”                                         | sat Buciumeni; comuna Buciumeni        | DC 2, în centru | 1900 - 1906                                      | Încarcă foto \| video | Raportează eroare |
| DB-II-m-B-17389                                   | Moara                                                                                | sat Bucșani; comuna Bucșani            | Str. Principală 3 | 1829                                             | Încarcă foto \| video | Raportează eroare |
| DB-II-m-B-17385                                   | Biserica „Sf. Împărați Constantin și Elena”, „Sf. Ioan Botezătorul”                  | sat Bucșani; comuna Bucșani            | Str. Principală 338 | 1828, ref. 1894                                  | Încarcă foto \| video | Raportează eroare |
| DB-II-m-B-17386                                   | Școala „Dora Dalles”                                                                 | sat Bucșani; comuna Bucșani            | Str. Principală 933 | 1897                                             | Încarcă foto \| video | Raportează eroare |
| DB-II-m-B-17387                                   | Spitalul de Psihiatrie, azi Centru de asistență medico-socială                       | sat Bucșani; comuna Bucșani            | Str. Principală 934 | 1889                                             | Încarcă foto \| video | Raportează eroare |
| DB-II-a-B-17388                                   | Ansamblul conacului Jean Dalles, azi sediul Primăriei                                | sat Bucșani; comuna Bucșani            | Str. Principală 1228 44.86596°N 25.64293°E | 1935                                             | Încarcă foto \| video | Raportează eroare |
| DB-II-m-B-17388.01                                | Conac                                                                                | sat Bucșani; comuna Bucșani            | Str. Principală 1228 | 1935                                             | Încarcă foto \| video | Raportează eroare |
| DB-II-m-B-17388.02                                | Parc                                                                                 | sat Bucșani; comuna Bucșani            | Str. Principală 1228 | 1935                                             | Încarcă foto \| video | Raportează eroare |
| DB-II-m-A-17390 (RAN: 65725.01)                   | Biserica de lemn „Cuvioasa Paraschiva”, „Sf. Nicolae”                                | sat Bumbuia; comuna Gura Foii          | | înc. sec. XIX                                    | Încarcă foto \| video | Raportează eroare |
| DB-II-m-B-17391                                   | Casa Constantin Stavrescu                                                            | sat Bumbuia; comuna Gura Foii          | | sec. XIX                                         | Încarcă foto \| video | Raportează eroare |
| DB-II-m-B-17392 (RAN: 69287.04)                   | Biserica „Sf. Nicolae-Brăiloiu”                                                      | sat Bungetu; comuna Văcărești          | | 1714 - 1748, ref. sec. XIX                       | Încarcă foto \| video | Raportează eroare |
| DB-II-m-A-17393                                   | Biserica de lemn „Adormirea Maicii Domnului” - Decindea                              | sat Butimanu; comuna Butimanu          | 185 A | 1791                                             | Alte imagini          | Raportează eroare |
| DB-II-m-B-17394                                   | Casa Elena Dincescu                                                                  | sat Butimanu; comuna Butimanu          | | sec. XX                                          | Încarcă foto \| video | Raportează eroare |
| DB-II-m-B-17395                                   | Casa Mioara Călin                                                                    | sat Butimanu; comuna Butimanu          | | sf. sec. XIX                                     | Încarcă foto \| video | Raportează eroare |
| DB-II-m-B-17396                                   | Biserica „Schimbarea la Față”                                                        | sat Butoiu de Jos; comuna Hulubești    | | 1853                                             | Încarcă foto \| video | Raportează eroare |
| DB-II-m-B-17398 (RAN: 67693.01)                   | Ruinele Mănăstirii Butoiu - Potoc                                                    | sat Butoiu de Jos; comuna Hulubești    | „La schit”, în vatra satului | sec. XV, reclădită 1648 - 1649 și 1850 - 1853    | Încarcă foto \| video | Raportează eroare |
| DB-II-m-B-17397                                   | Biserica „Adormirea Maicii Domnului”                                                 | sat Butoiu de Sus; comuna Hulubești    | | 1855                                             | Încarcă foto \| video | Raportează eroare |
| DB-III-m-A-17782                                  | Statuia lui Ion Dalles                                                               | sat Bucșani; comuna Bucșani            | În parcul Dalles, lângă Primărie | sec. XX                                          |                       | Raportează eroare |
| DB-IV-m-B-17799                                   | Cruce de piatră                                                                      | sat Bădulești; comuna Crângurile       | În mijlocul satului, lângă șoseaua București-Pitești | 1771-1772                                        | Încarcă foto \| video | Raportează eroare |
| DB-IV-m-B-17801                                   | Cavoul familiei Serif                                                                | sat Bălteni; comuna Conțești           | Str. Eroilor 67, în curtea cimitirului Bălteni | 1868                                             | Încarcă foto \| video | Raportează eroare |
| DB-IV-m-A-17800                                   | Cruce de piatră                                                                      | sat Bălteni; comuna Conțești           | Str. Eroilor, lângă biserică | sec. XVII                                        | Încarcă foto \| video | Raportează eroare |
| DB-IV-m-A-17802                                   | Cruce de piatră                                                                      | sat Bărbulețu; comuna Bărbulețu        | La intrarea în sat | 1669                                             | Încarcă foto \| video | Raportează eroare |
| DB-IV-m-B-17803                                   | Cruce                                                                                | sat Bezdead; comuna Bezdead            | În curtea familiei Mihail Davidoiu | 1868                                             | Încarcă foto \| video | Raportează eroare |
| DB-IV-m-A-17804                                   | Cruce de piatră                                                                      | sat Bucșani; comuna Bucșani            | În cimitir | sec. XVII                                        | Încarcă foto \| video | Raportează eroare |
| DB-IV-m-A-17805                                   | Cruce de piatră                                                                      | sat Bucșani; comuna Bucșani            | | sec. XVIII                                       | Încarcă foto \| video | Raportează eroare |